# Grattius
Grattius (ou dans une forme moins correcte Gratius) ou Grattius Faliscus est un poète latin de l'époque d'Auguste (63 av. J.-C.[réf. nécessaire] – 14 apr. J.-C.). 

## Son œuvre
Grattius est notamment cité par Ovide et est l'auteur d'un poème sur la chasse (Cynegetica) dont 536 hexamètres nous sont parvenus. Le texte latin et sa traduction française (en prose) ont été publiés en 1933. La traduction, avec introduction et notes, est donnée par le poète Auguste Fontan (Gratius Faliscus. Poème sur la chasse. Toulouse, Éditions du Bon Plaisir, 1933. 78 pages. Tirage à 152 exemplaires seulement).